# Resolució 418 del Consell de Seguretat de les Nacions Unides
La Resolució 418 del Consell de Seguretat de les Nacions Unides, aprovada per unanimitat el 4 de novembre de 1977, va imposar un embargament d'armes obligatori a Sud-àfrica. Aquesta resolució diferia de la resolució prèvia, 282, la qual era només voluntària. L'embargament subseqüentment va ser reforçat i estès per la resolució 591.

## Impacte
La prohibició va tenir un impacte directe de les següents maneres:
- Cancel·lació d'últim moment d'avions Classe A-69 i submarins Classe Agosta per França.[2][3]
- La compra de vaixells llançamíssils Classe Sa'ar 4 d'Israel, alguns dels quals van haver de ser construïts d'amagat a Sud-àfrica.
- La incapacitat de Sud-àfrica de comprar avions de caça moderns per contrarestar la superioritat aèria de MiG-23s cubans sobre el SAAF a la guerra de la frontera de Sud-àfrica.
- El creixement de la indústria armamentística sud-africana moderna.
- La finalització de carregaments d'urani enriquit al reactor nuclear SAFARI-1.[4]

L'embargament va ser aixecat per la resolució 919, després de eleccions democràtiques en 1994.

## Evasió de l'embargament
El govern apartheid va treballar en diverses maneres per aconseguir tecnologia militar i components que no podia buscar obertament. Això va causar que la resolució 591 del Consell de Seguretat de les Nacions Unides anés aprovada en 1986, la qual cosa va reforçar algunes febleses i va estendre l'embargament.

### Producció local
Diversos armaments eren enterament dissenyats i manufacturats a Sud-àfrica, com es va veure reflectit pel creixement i l'exportació de l'agència Armscor.

### Contraban
Notables operacions que van tenir lloc van ser:
- El cas dels Quatre de Coventry de 1984. Quatre empresaris sud-africans al Regne Unit van ser descoberts operant una companyia de façana en nom de Kentron i que estava aconseguint material desafiant l'embargament
- La detenció i l'empresonament de Gerald Bull pel desenvolupament d'un howitzer G5 per Armscor.
- El programa d'armes nuclears va aconseguir la seva cúspide durant l'embargament. D'acord amb David Albright, components del programa eren importats sense el coneixement de la comunitat internacional, o eren posats per a finalitats enginyoses no previstes pels reforçadors de l'embargament.[6]

### Equips de doble propòsit
Sistemes de radars de computadores i de control de tràfic aeri presumptament destinats per a ús civil van ser usats pels militars.

### Ús d'especialistes estrangers
El govern sud-africà va ser capaç de contractar els serveis de tècnics estrangers; per exemple, especialistes israelians que havien treballat en avions de caça Lavi van ser reclutats per Atlas Aircraft Corporation per treballar en l'Atlas Cheetah i Atlas CAVA.

### Producció llicenciada
En alguns casos, armaments estrangers simplement eren produïts sota una llicència a Sud-àfrica, com va ser el cas dels avions classe Warrior, el rifle d'assalt R4 i Atlantis Diesel Engines.

### Cooperació amb altres estats
Sud-àfrica va intercanviar tecnologia militar amb estats en una posició similar, notablement a través de l'acord entre Sud-àfrica i Israel.